# 酒井忠吉
酒井 忠吉（さかい ただよし、天正17年（1589年） - 寛文3年5月6日（1663年6月11日））は、江戸時代初期の幕府旗本寄合。官位は従五位上、和泉守のち紀伊守。幼名は小鍋。若狭の国持大名である大老酒井忠勝の弟。

## 経歴
酒井忠利の次男として誕生した。母は鈴木重直の娘。大老酒井忠勝の同母弟にあたる。慶長6年（1601年）に13歳で徳川秀忠に召され、のち下総のうち500石を賜り、御書院番として仕えた。元和元年（1615年）5月、大坂夏の陣に従軍して初陣。寛永元年（1624年）には老衰した父忠利の大留守居役を代行した。寛永4年（1627年）11月、父の忠利が死去し、遺領の多くは忠勝が継いだが、武蔵国川越領のうち3,000石は忠吉が継いだ。
寛永6年（1629年）1月5日には従五位下・和泉守に叙任。5月5日には尾張藩主徳川義直への使者として名古屋へ派遣された。寛永10年（1633年）2月27日には裏門番を勤めた。4月23日に上総において3,000石を加増され、都合7,000石の上級旗本となる。
寛永11年（1634年）、徳川家光上洛の際には相模と伊豆を巡見した。寛永16年（1639年）冬に自宅を出火させてしまったことにより、出仕を憚ったが、翌寛永17年（1640年）正月には許された。
寛永19年（1642年）には大奥番となり、その後、長く大奥の財用出入を管理した。万治2年（1659年）7月23日に老齢により職を辞した。
寛文2年（1662年）11月25日に三男の忠経に家督を譲って隠居した。忠吉には養老料として800俵が支給された。寛文3年（1663年）5月6日に死去。享年75。川越の源昌寺、のち浅草の曹源寺に葬られた。法名は高心。
なお、娘が4人おり、そのうち長女と三女・茂姫が高家吉良義冬に嫁いでおり（長女が死去したのち三女が嫁いだ）、その間に赤穂事件で有名な吉良義央が生まれることになる。